# Brian Jones
Lewis Brian Hopkins Jones (28 tháng 2 năm 1942 – 3 tháng 7 năm 1969) là một nhạc sĩ người Anh, người sáng lập và thủ lĩnh của ban nhạc huyền thoại, The Rolling Stones.
Jones là nghệ sĩ chơi tốt cả guitar, keyboard lẫn harmonica, tuy nhiên, anh cũng vô cùng tài năng với nhiều nhạc cụ khác. Anh có nhiều cải tiến về cách chơi đối với nhiều nhạc cụ truyền thống, ví dụ như sitar hay marimba, và là người có nhiều ảnh hưởng nhất về mặt âm thanh của ban nhạc.
Cho dù là người sáng lập và là thủ lĩnh của The Stones, Jones thực tế không nổi bật bằng bộ đôi Mick Jagger và Keith Richards nhất là kể từ khi 2 thành viên này có liên tiếp những sáng tác chung thành công. Với việc ngày một lạm dụng chất kích thích, vai trò của anh đối với ban nhạc lại càng trở nên mờ nhạt. Anh bị yêu cầu rời khỏi nhóm vào tháng 6 năm 1969 và tay guitar Mick Taylor được mời tới thay thế. Chỉ chưa đầy 1 tháng sau, Jones được phát hiện chết trong bể bơi tại nhà riêng ở trang trại Cotchford, Hartfield, Sussex.
Cây bass Bill Wyman hồi tưởng về Jones: "Anh ấy tạo lập nên ban nhạc. Anh ấy là người chọn các thành viên. Anh ấy đặt tên cho nhóm. Anh ấy chỉ định thứ nhạc mà chúng tôi chơi. Với chúng tôi anh ấy như người dẫn đường... Cực kỳ ảnh hưởng, cực kỳ quan trọng, nhưng lại mai một dần: một người vô cùng thông minh song lại lãng phí điều đó và ném nó đi mất."